# Stawy Ixelles
Stawy Ixelles (fr. Étangs d'Ixelles, nid. Vijvers van Elsene) – park publiczny z dwoma stawami rozciągającymi się między opactwem La Cambre oraz placem Flagey w gminie miejskiej Ixelles wchodzącej w skład Regionu Stołecznego Brukseli, powstałymi w XIX wieku w wyniku osuszania bagnistych terenów w dolinie Maelbeek.

## Historia
Pierwotnie w dolinie znajdowały się cztery stawy. Do połowy XVII wieku służyły one jako staw rybny, lavoir, zbiornik wody pitnej oraz źródło lodu w zimie.
Z Grand Étang (Wielkiego Stawu), częściowo osuszonego w 1860 roku (aby ustąpić miejsca placowi), powstał obecny staw dolny.
Stawy Pennebroeck i Ghevaert połączono tworząc obecny staw górny, natomiast Paddevijver został osuszony całkowicie.

## Stan obecny
Łączna powierzchnia parku ze stawami wynosi ponad 5 hektarów. Staw dolny – większy – obejmuje ponad 2 hektary i poziom jego wody znajduje się ponad 2 metry poniżej poziomu wody stawu górnego. Łączna długość stawów wynosi około 700 metrów, zaś największa szerokość – w przybliżeniu 50 metrów.
Cały park stanowi najbardziej na północ wysunięty wyczółek wcinającego się głęboko w tkankę miejską pasa niemal nieprzerwanej zieleni, który ciągnie się od Forêt de Soignes przez Bois de La Cambre.
Stawy są bardzo popularnym miejscem wypoczynku wśród okolicznych mieszkańców. Teren ten obfituje w ptactwo wodne oraz w ryby, które w określone dni można łowić po wniesieniu stosownej opłaty. Woda w stawach bywała niekiedy zanieczyszczona sinicami, o czym przypominają stare znaki ostrzegawcze zakazujące wszelkiego kontaktu z wodą, a także siadania na trawie w bezpośrednim sąsiedztwie wody. Wśród ptactwa notowano przypadki botulizmu.